# Mehdi Hasan (Journalist)

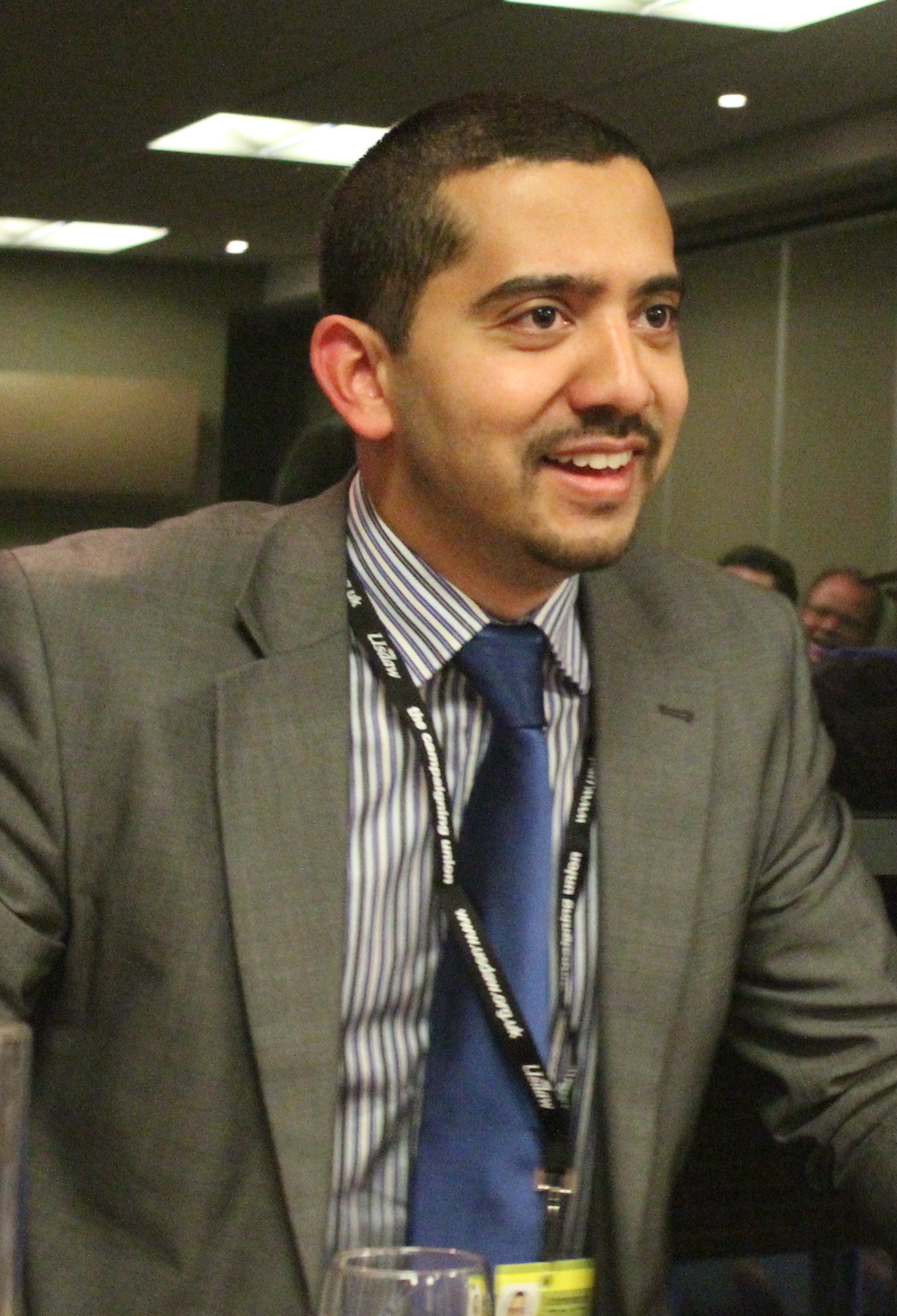
Mehdi Hasan (2012)

Mehdi Raza Hasan (* 10. Juli 1979 in Swindon, Vereinigtes Königreich) ist ein britischer Journalist, Autor und politischer Kommentator, der auch die US-amerikanische Staatsbürgerschaft besitzt. Er ist Kolumnist der investigativen Nachrichten-Webseite The Intercept und moderiert den dort publizierten Podcast Deconstructed. Außerdem ist er Gastgeber der Al-Jazeera-Sendung „Head to Head“ und ehemaliger Gastgeber von „UpFront“. Er schreibt regelmäßig für die britische Tageszeitung The Guardian. Von Februar 2021 bis 7. Januar 2024 moderierte er die Sendung The Mehdi Hasan Show bei MSNBC.

## Leben
Hasan arbeitete zunächst als Rechercheur und anschließend als Produzent für die Polit-Sendung „Jonathan Dimbleby“ (London Weekend Television), unterbrochen von einer kurzen zwischenzeitlichen Anstellung als leitender Redakteur bei „The Politics Show“ (BBC One). Daraufhin wechselte er als stellvertretender ausführender Produzent zu Sunrise (Sky News). 2009 wurde er leitender Redakteur des Polit- und Kulturmagazins New Statesman, 2012 politischer Direktor der britischen Ausgabe der Huffington Post. Im selben Jahr folgten die ersten Arbeiten für den englischsprachigen Nachrichtenkanal von Al Jazeera, wo er in den folgenden Jahren die Sendungen „The Café“ (2012), „Head to Head“ (seit 2013) und „UpFront“ (seit 2015) moderierte.
Seit 2018 schreibt er als Kolumnist und Senior Contributor auf der investigativen Nachrichten-Webseite The Intercept, wo er zudem den Podcast Deconstructed publiziert, in welchem er aktuelles Zeitgeschehen analysiert und mit prominenten Interviewpartnern diskutiert.
In einem Interview mit Haaretz im Juni 2024 sagte Hasan im Zusammenhang mit dem Krieg in Israel und Gaza seit November 2023 über seine politische Grundhaltung:
»Es kommt ganz grundsätzlich darauf an, wie man als Mensch, der dort lebt, seine Beziehung zu seinen Nachbarn und den Menschen auf der anderen Seite der Straße oder des Flusses sieht. Das bestimmt meine Politik und meine Überzeugungen, sowohl zu Hause als auch weltweit. Meine Politik wurzelt in der Gleichheit.«
Seit Februar 2024 betreibt Mehdi Hasan die via Substack veröffentlichende Medienplattform Zeteo, die neben Berichten zum Zeitgeschehen auch Kommentare von Gastautoren veröffentlicht und Medienkritik üben will. Im Juni 2024 kündigte Al Jazeera die Wiederaufnahme des Formats „Head to Head“ mit Hasan an. Im Guardian bezeichnete er Israel 2024 als „Schurkenstaat“ und forderte seinen Ausschluss aus den Vereinten Nationen. Im Juli 2025 debattierte er 20 rechtsextreme Amerikaner auf YouTube.

## Schriften
- mit James Macintyre: Ed: The Milibands and the making of a Labour leader. London, Biteback Publishing, 2011, ISBN 978-1-84954-102-2 (eingeschränkte Vorschau in der Google-Buchsuche).
- Win Every Argument: The Art of Debating, Persuading, and Public Speaking. Pan Macmillan, 2023, ISBN 1-529-09360-0 (eingeschränkte Vorschau in der Google-Buchsuche).
- Summer of Unrest: The Debt Delusion: Exposing ten Tory myths about debts, deficits and spending cuts. Random House, 2011, ISBN 1-446-48385-1 (eingeschränkte Vorschau in der Google-Buchsuche).